# Paul Carpenter Standley
Paul Carpenter Standley (Avalon, 21 maart 1884 – Tegucigalpa, 2 juni 1963) was een botanicus uit de Verenigde Staten. Zijn standaardafkorting is Standl.

## Loopbaan
Standley studeerde in 1907 af aan de New Mexico State College en behaalde in 1908 zijn mastersgraad aan dezelfde universiteit. Nadat hij nog een jaar als assistent aan deze universiteit gewerkt had, vertrok hij naar de Smithsonian Institution, waar hij tot 1928 werkte. Daarna stapte hij over naar het Field Museum of Natural History waar hij tot aan zijn pensioen in 1950 werkzaam was. Hierna deed hij veldonderzoek en werkte hij in het herbarium van de Escuela Agricola Panamericana. In 1957 verhuisde hij naar Tegucigalpa in Honduras, waar hij tot zijn overlijden in 1963 woonde.
Standley bestudeerde vooral de Acanthaceae.

## Werken
Standley droeg onder andere bij aan de volgende werken:
- Árboles y Arbustos de México
- 1917 : New East African Plants
- 1925 : Lista preliminar de las plantas de El Salvador
- 1926 : Plants of Glacier National Park
- 1934 : Common weeds
- 1937–1939 : Flora de Costa Rica
- 1943–1959 : Flora of Guatemala

- Bibsys: 2014136
- Biblioteca Nacional de España: XX4580307
- Bibliothèque nationale de France: cb13475444n (data)
- Author citation (botany): Standl.
- CiNii: DA08210492
- Stuttgart Database of Scientific Illustrators 1450–1950: 12883
- Gemeinsame Normdatei: 1024779041
- International Standard Name Identifier: 0000 0001 1468 3867
- Library of Congress Control Number: n79093341
- Nationale Bibliotheek van Tsjechië: mub2011623989
- Nationale Bibliotheek van Israël: 987007273523505171
- Nederlandse Thesaurus van Auteursnamen: 06914818X
- Réseau des bibliothèques de Suisse occidentale: 02-A003857727
- SNAC: w6pg541v
- Système universitaire de documentation: 067052940
- Museum of New Zealand Te Papa Tongarewa: 50764
- Virtual International Authority File: 17371213
- WorldCat: E39PBJghhyRdcMYtVxBWX3cVmd